# Устери, Пауль
Пауль Устери (Paul Usteri, 1768—1831) — швейцарский ботаник, доктор и политический деятель, старший сын цюрихского гражданина Леонгарда Устери, оказавшего Цюриху большие услуги в развитии школьного дела, особенно в лучшей постановке женского образования. 

## Биография
Французская революция, к которой Устери сначала отнёсся с полным сочувствием, отвлекла его от научной и учительской работы в область политики. В Цюрихе цензура была в то время особенно строга, вследствие чего Устери переехал в Лейпциг и стал писать в тамошних журналах. В 1797 году Устери был выбран в члены Большого Цюрихского совета и там усердно агитировал за проведение необходимых преобразований. Но большинство было против него и, боясь революции, ничего не предпринимало для её предотвращения. С отменой цензуры в Цюрихе явилась возможность писать свободно. Устире вместе с Эшером основал газету «Schweizerischer Republikaner». Выбранный в сенат вновь основанной Гельветической республики (апрель 1798 г.), Устери хотел на основе отвлечённых принципов произвести коренную реформу всего государственного строя Швейцарии. Единство республики он стремился провести в сознание нации, для чего считал необходимым более широкое развитие низших классов. Устери сделался в это время главою партии унитариев, поддерживавших единство республики против федералистов. С сентября 1798 года Устери был президентом сената. Насилия французской Директории вызвали всеобщее негодование, которое Устери выразил в горячих речах и статьях против французского правительства и особенно против его прислужника в Швейцарии Окса. Во время консульства и Империи Устери был то членом центрального правительства, то в оппозиции. Как публицист, он продолжал доказывать необходимость для Швейцарии политической централизации. Когда после июльской революции 1830 года в Цюрихе был предпринят пересмотр конституции, душою этого дела сделался Устери, вслед за тем поставленный во главе вновь организованного правительства. Своё собрание сочинений по истории французской революции, самое полное, какое существует где-либо, кроме Парижа, Устери завещал городу Цюриху. 